# وندی شال
وندی شال (زاده ۲ ژوئیه ۱۹۵۴) بازیگر و صداگذار آمریکاییست که عمدتاً بخاطر صداگذاری‌اش در انیمیشن بابای آمریکایی!، محصول شبکه فاکس شناخته می‌شود. وی در این انیمیشن صدای فرانسیس اسمیت، مادر خانواده را اجرا می‌کند.
پدر وی، ریچارد شال بازیگر بود.
او در فیلم حومه‌نشین‌ها بازی کرده است.

## پیوند
- وندی شال در بانک اطلاعات اینترنتی فیلم‌ها